# Fregetta grallaria
L'uccello delle tempeste ventrebianco (Fregetta grallaria (Vieillot, 1818)) è un uccello della famiglia Oceanitidae.

## Distribuzione e habitat
È un uccello marino il cui areale abbraccia le acque degli oceani dell'emisfero meridionale; nidifica sull'Isola di Lord Howe (Australia), sulle isole Kermadec (Nuova Zelanda), sulle isole Australi (Polinesia francese) e sulle isole Juan Fernández (Cile) nell'oceano Pacifico, sulle isole Tristan da Cunha e sull'isola Gough (territorio britannico d'oltremare di Sant'Elena) nell'oceano Atlantico, e sull'Isola Saint Paul (Terre australi e antartiche francesi) nell'oceano Indiano.